# Люрс, Янник
Я́нник Лю́ка Люрс (нем. Yannik Luka Lührs; род. 9 сентября 2003 года, Ганновер, Германия) — немецкий футболист, защитник дортмундской «Боруссии II».

## Клубная карьера
Родившись в Ганновере, на молодежном уровне с 2009 года выступал за местный Бемероде, после чего в 2018 году перешел в академию «Ганновер 96». В начале сезона 22/23 начал привлекаться к играм за вторую команду в Региональной лиге, а в профессиональном футболе дебютировал за основную команду в Второй Бундеслиги в матче против «Гамбурга» 8 апреля 2023 года. Всего за «Ганновер» сыграл 10 матчей.
Летом 2024 года игрока за 350 тысяч евро выкупила «Боруссия». Люрс был заявлен за вторую команду, но из-за регулярных травм защитников нередко вызывается и в основную команду. 9 ноября 2024 года в возрасте 21 года Янник дебютировал в Бундеслиге, выйдя на замену вместо Феликса Нмечи. 10 января 2025 года, в результате массовой эпидемии гриппа в команде выбыли все основные защитники клуба, что помогло Люрсу дебютировать в качестве игрока старта в матче против леверкузенского «Байер 04».

## Международная карьера
Сыграл 4 матча за сборную Германии на молодежном уровне: 2 матча за команду U19, и еще 2 за U20.

## Достижения
- Победитель Региональной лиги — 2023/2024